# لکارفکا
لکارفکا (انگلیسی: Lekarevka) یک شهرک در شهرستان اوفیمسکی استان باشقیرستان کشور روسیه است.